# Bad Griesbach im Schwarzwald
Bad Griesbach (bis 1932 Griesbach) im Schwarzwald ist ein Ortsteil der Gemeinde Bad Peterstal-Griesbach im Ortenaukreis in Baden-Württemberg. Der Ortsteil zählte 1100 Einwohner am 30. September 2007. Bad Griesbach liegt auf einer Höhe von 467 Metern über Normalnull und hat eine Gemarkungsfläche von 4124 Hektar.

## Geschichte

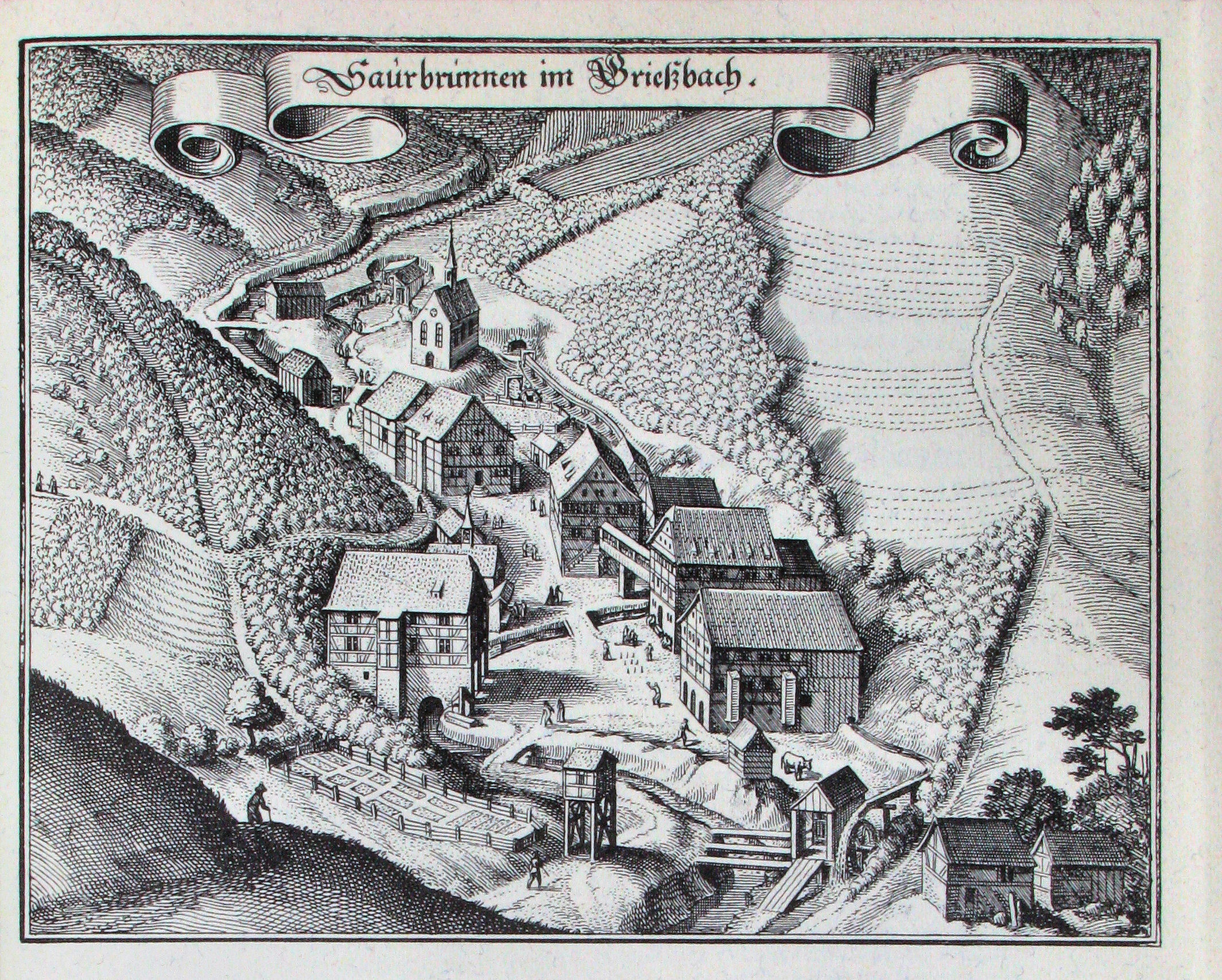
Bad Griesbach vor 1663 (Ansicht von Matthäus Merian)

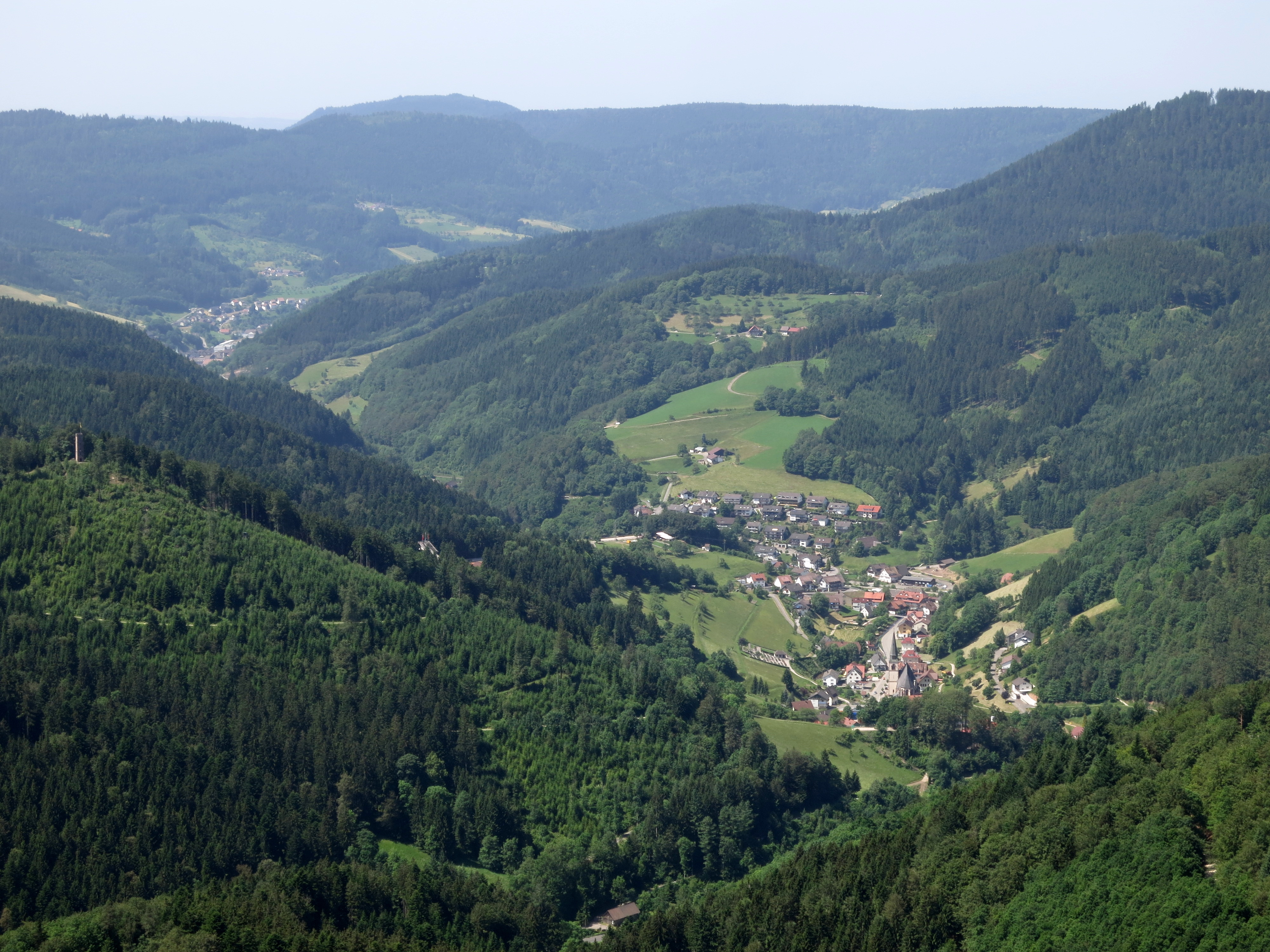
Bad Griesbach im engen Renchtal

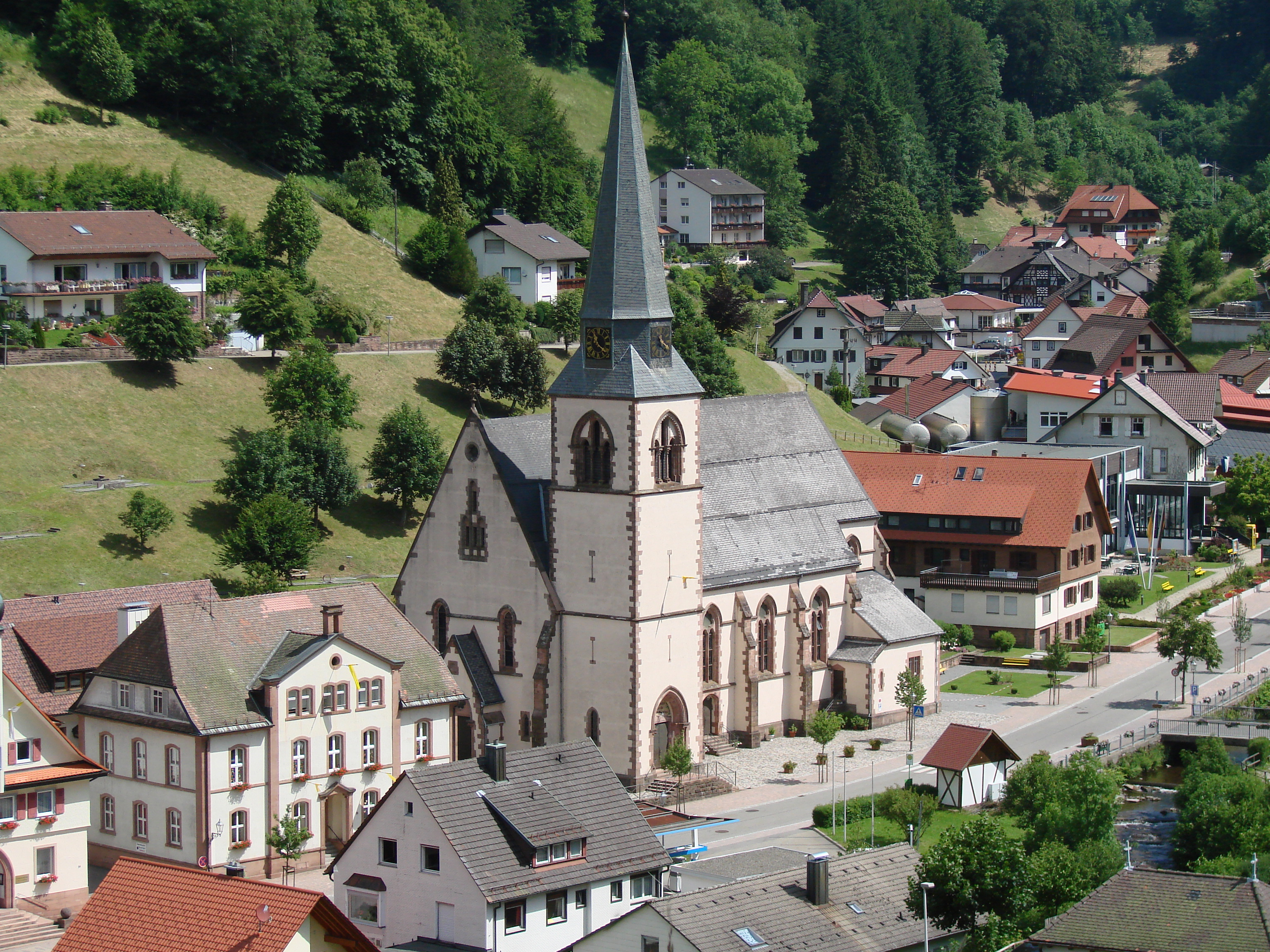
Ortsmitte von Bad Griesbach mit katholischer Kirche

Griesbach wurde erstmals 1330 urkundlich erwähnt. Aufgrund der Mineralquellen wurde Bad Griesbach seit 1578 als Badeort genutzt. Durch einen Großbrand 1677 verlor Bad Griesbach viele Badegäste an den Nachbarort Bad Peterstal. Das Kloster Schuttern übernahm 1679 das Bad und errichtete die Badgebäude neu. Seit 1763 ist es in Privatbesitz.  Die Gemeinde Griesbach wurde 1809 gebildet, hieß aber bis 1863 Döttelbach. Im Jahre 1932 erhielt die Gemeinde das Recht, sich Bad Griesbach zu nennen. Seit den 1970er Jahren ist Bad Griesbach mit Bad Peterstal zur Gemeinde Bad Peterstal-Griesbach zusammengeschlossen.
Ein zeitiges literarisches Denkmal erhielt Griesbach durch die Erzählungen von Hans Jakob Christoffel von Grimmelshausen, in denen es als Ort des Sauerbrunnens ein gelegentlicher Handlungsschauplatz ist.
Auch zwei historisch wichtige Ereignisse trugen sich in Bad Griesbach zu:
- Der badische Großherzog Carl unterzeichnete am 22. August 1818 im Roten Bau die neue Badische Verfassung.
- Der Reichsfinanzminister und vormalige Vizekanzler Matthias Erzberger wurde am 26. August 1921 oberhalb des Dorfes ermordet. Beim Spaziergang wurde er von zwei ehemaligen Marineoffizieren und Mitgliedern der Brigade Ehrhardt erschossen. Das Attentat ist durch den Germanenorden unter Manfred von Killinger (1886–1944) vorbereitet worden und richtete sich gegen Erzberger als Vertreter der Weimarer Republik.

Ein Gedenkstein in einer Haarnadelkurve der Bundesstraße 28 Richtung Alexanderschanze/Freudenstadt erinnert an diese Bluttat. 
Am 31. August 1921 fand für Erzberger ein großer Trauerzug in Biberach an der Riß statt, wo er bis 1918 Reichstagsabgeordneter der Zentrumspartei war. Dort liegt auch sein Grab.
In Erzbergers Geburtshaus in Buttenhausen bei Münsingen hat das Haus der Geschichte Baden-Württemberg eine Dauerausstellung eingerichtet.
Am 1. Juli 1973 wurde die Gemeinde Bad Griesbach in die neue Gemeinde Bad Peterstal-Griesbach eingegliedert.

## Wirtschaft und Infrastruktur

### Ansässige Unternehmen
In Bad Griesbach sind mit Schwarzwald-Sprudel, einer Tochtergesellschaft von Edeka Südwest, und Griesbacher Mineral- und Heilquellen, einer Tochtergesellschaft von Winkels Getränke Logistik, zwei größere Mineralbrunnen sowie das 5 * Superior Relais & Châteaux Hotel Dollenberg ansässig.

### Verkehr
In Bad Griesbach im Schwarzwald enden sowohl die Renchtalbahn, auf der stündlich bis zweistündlich Regionalbahnen der Südwestdeutsche Landesverkehrs-AG (SWEG) fahren, als auch der SüdwestBus. Beide kommen aus Richtung Offenburg.